# Marian Graniewski

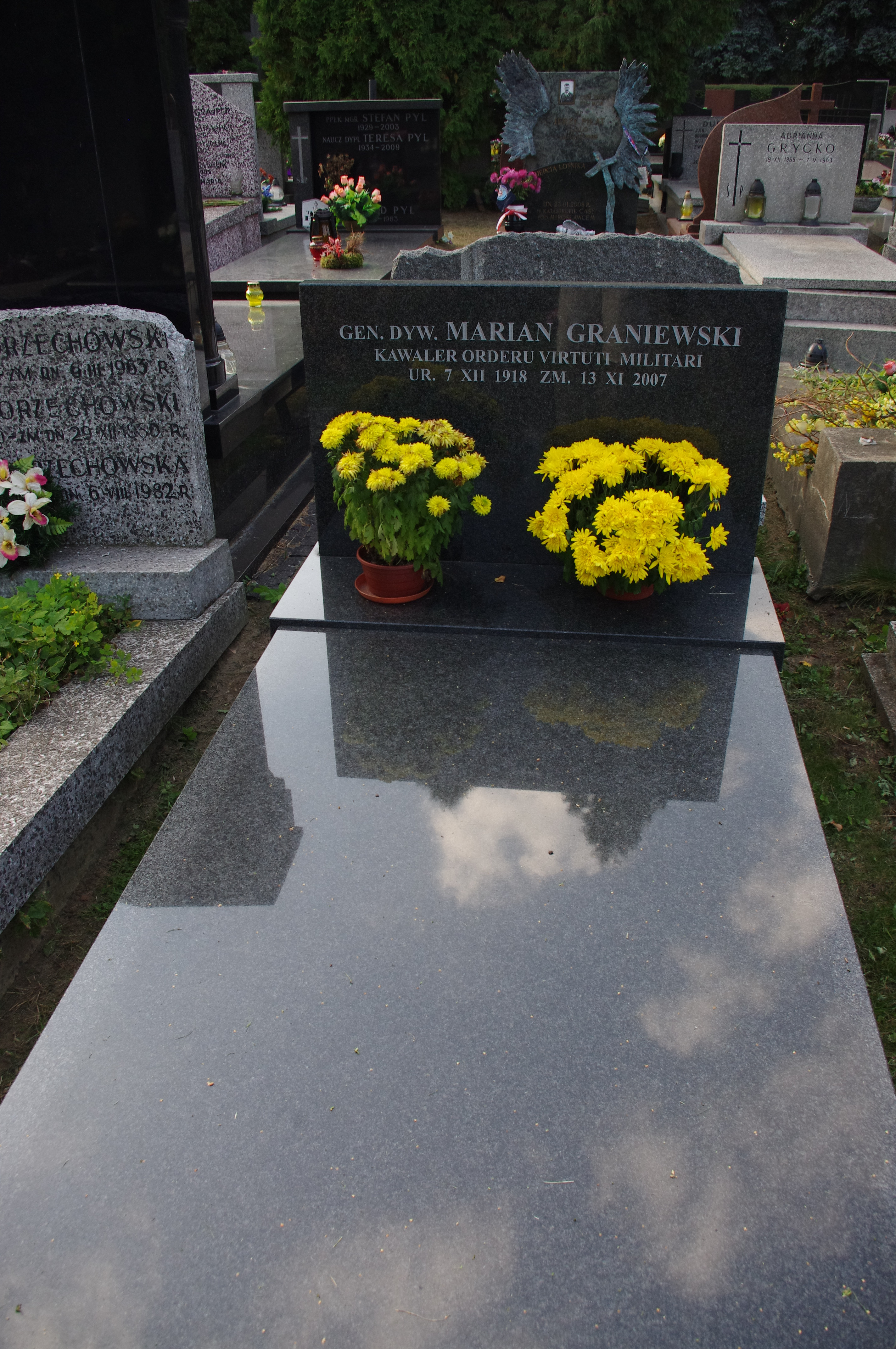
Grób gen. Mariana Graniewskiego na Cmentarzu Wojskowym na Powązkach

Marian Graniewski (właściwie Marian Gutaker; ur. 7 grudnia 1918 we Lwowie, zm. 13 listopada 2007 w Warszawie) – generał dywizji ludowego Wojska Polskiego, wiceminister obrony narodowej, główny inspektor Planowania i Techniki MON 1958–1967.
Był synem żydowskiego szewca-chałupnika Jana i Adeli z d. Kurkiewicz. Skończył szkołę powszechną, trzyletnią szkołę zawodową i kurs maturalny we Lwowie. Był ślusarzem, potem magazynierem i kasjerem.

## II wojna światowa
W listopadzie 1940 wcielony do Armii Czerwonej jako strzelec artylerii przeciwlotniczej, w 1941 ukończył szkołę oficerską w Tbilisi, jesienią 1941 zwolniony z czynnej służby wojskowej i skierowany do batalionów robotniczych, gdzie był ślusarzem-monterem. W lipcu 1943 wstąpił do 1 Dywizji Piechoty. im. T. Kościuszki, wyznaczony na zastępcę dowódcy kompanii ds. polityczno-wychowawczych w samodzielnym batalionie szkolnym. Uczestnik bitwy pod Lenino, 11 XI 1943 mianowany chorążym, a 16 marca 1944 podporucznikiem i zastępcą dowódcy samodzielnego batalionu szkolnego 3 Pomorskiej Dywizji Piechoty im. R. Traugutta ds. polityczno-wychowawczych. Od 16 maja 1944 zastępca dowódcy 8 pułku piechoty ds. polityczno-wychowawczych, od 23 września 1944 porucznik, od 3 listopada 1944 kapitan, 16 listopada 1944 mianowany zastępcą dowódcy 9 Dywizji Piechoty na froncie. W sierpniu 1944 brał udział w walkach na przyczółku warecko-magnuszewskim, potem w forsowaniu Wisły przez 8 pułk piechoty. Od 22 grudnia 1944 major. 16 kwietnia 1945 brał udział w forsowaniu przez 9 Dywizję Piechoty Nysy i natarciu w kierunku Drezna. 8 maja 1945 dywizja dotarła do Łaby, 2 dni później zakończyła szlak bojowy w Czechosłowacji.

## Lata powojenne
22 października 1945 mianowany podpułkownikiem, a 11 marca 1946 zastępcą dowódcy Pomorskiego Okręgu Wojskowego ds. polityczno-wychowawczych. 16 lipca 1946 mianowany pułkownikiem. Przeniesiony do służby w Wojskach Ochrony Pogranicza, od 16 marca 1947 został szefem Departamentu WOP, a po reorganizacji od 31 marca 1948 Głównym Inspektorem Ochrony Pogranicza. Od 1949 do 1950 studiował w Akademii Wojskowej im. K. Woroszyłowa w Moskwie, następnie organizował Terenową Obronę Przeciwlotniczą i został jej pierwszym komendantem głównym. Od sierpnia 1953 do kwietnia 1954 zastępca przedstawiciela PRL w Międzynarodowej Komisji Repatriacyjnej w Korei. W sierpniu 1954 na mocy zarządzenia premiera został mianowany generałem brygady. Od lipca 1954 do czerwca 1955 był przedstawicielem PRL w Międzynarodowej Komisji Kontroli i Nadzoru w Laosie, po powrocie został podsekretarzem stanu w Ministerstwie Kontroli Państwowej. Od listopada 1956 zastępca szefa Sztabu Generalnego WP ds. Planowania i Materiałowo-Technicznego Zabezpieczenia. W lipcu 1958 przewodniczący Rady Państwa PRL Aleksander Zawadzki nadał mu stopień generała dywizji. Od 13 stycznia 1961 był głównym inspektorem Planowania i Techniki MON – zastępcą szefa Sztabu Generalnego WP. Działał na rzecz rozwoju uzbrojenia i techniki wojskowej. Promował rozwój prac naukowo-badawczych w wojsku i poza wojskiem. Reprezentował Sztab Generalny WP w wielu komisjach resortowych i rządowych. 19 marca 1959 - 16 listopada 1968 członek Centralnej Komisji Rewizyjnej PZPR. W czerwcu 1968 w następstwie antyżydowskiej nagonki w WP zwrócił się do ministra obrony gen. Wojciecha Jaruzelskiego o przeniesienie do rezerwy ze względu na stan zdrowia. W grudniu 1968 zakończył zawodową służbę wojskową i przeszedł w stan spoczynku.
Jest pochowany na Cmentarzu Wojskowym na Powązkach (kwatera FII-2-13).

## Życie prywatne
W lutym 1948, za zgodą ministra obrony marsz. Żymierskiego, zmienił nazwisko z Gutaker na Graniewski. Od 1951 był żonaty z Danutą z d. Wysocką, z którą miał dwóch synów.

## Awanse
W trakcie wieloletniej służby w Wojsku Polskim otrzymywał awanse na kolejne stopnie wojskowe:
- chorąży - listopad 1943
- podporucznik – marzec 1944
- porucznik - wrzesień 1944
- kapitan – listopad 1944
- major – grudzień 1944
- podpułkownik – październik 1945
- pułkownik – lipiec 1946
- generał brygady – sierpień 1954
- generał dywizji – lipiec 1958

## Odznaczenia
- Order Virtuti Militari V klasy (1945)
- Order Krzyża Grunwaldu III klasy (1945)
- Srebrny Medal „Zasłużonym na Polu Chwały” (1945)
- Medal za Warszawę 1939–1945
- Medal za Odrę, Nysę, Bałtyk
- Krzyż Kawalerski Orderu Odrodzenia Polski (1945)
- Krzyż Komandorski Orderu Odrodzenia Polski (1954)
- Złoty Medal „Siły Zbrojne w Służbie Ojczyzny” (1958)
- Srebrny Medal Siły Zbrojne w Służbie Ojczyzny
- Brązowy Medal Siły Zbrojne w Służbie Ojczyzny
- Brązowy Medal „Za zasługi dla obronności kraju” (1967)
- Order Sztandaru Pracy I klasy
- Medal 10-lecia Polski Ludowej
- Złota odznaka honorowa „Za Zasługi dla Warszawy” (1961)[3]
- Order Czerwonego Sztandaru (ZSRR) (1967)
- Medal „Za zwycięstwo nad Niemcami w Wielkiej Wojnie Ojczyźnianej 1941–1945” (ZSRR)
- Order Lwa Białego (Czechosłowacja) (1948)
- Krzyż Walecznych (1947)

I inne.